# Catharine Macfarlane

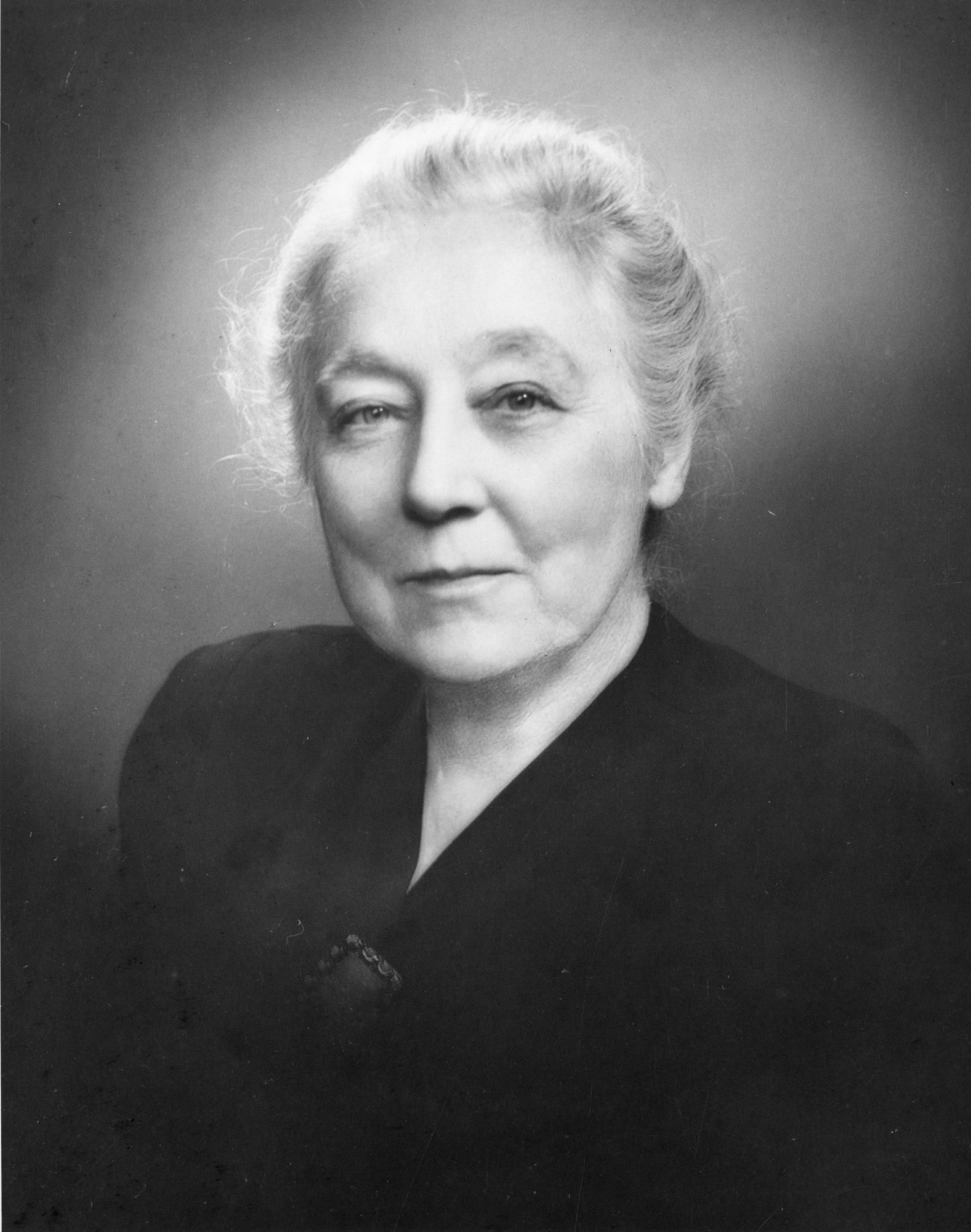
Catharine Macfarlane

Catharine Macfarlane (* 1877 in Philadelphia; † 1969) war eine US-amerikanische Medizinerin. Sie war eine Pionierin in der Diagnose und Behandlung des Uteruskarzinoms.
Macfarlane studierte ab dem Alter von 16 Jahren zunächst Biologie an der University of Pennsylvania und dann Medizin am Women´s Medical College of Pennsylvania mit dem M.D. 1900.  Anschließend war sie an der Johns Hopkins University und zu Studienaufenthalten in Europa. Sie war ab 1898 Instructor, wurde 1922 Professor und (zur Zeit ihrer turnusmäßigen Emeritierung) 1942 Forschungsprofessorin für Gynäkologie und Geburtenhilfe am Women´s Medical College of Pennsylvania, was sie bis zu ihrem Tod blieb. 1938 begründete sie das erste Screening Program für Gebärmutterkrebs in Philadelphia, gleichzeitig eines der ersten in den USA. Sie setzte sich auch früh für regelmäßige Krebsvorsorgeuntersuchung bei Frauen ein.
Sie hatte eine Privatpraxis und führte auch bis ins hohe Alter Operationen aus.
Sie trat öffentlich für Frauenrechte ein und für das Recht der Frau auf Geburtenkontrolle und trat 1922 mit Margaret Sanger auf der ersten Pennsylvania State Conference für Geburtenkontrolle auf.
1951 erhielt sie den Lasker~DeBakey Clinical Medical Research Award und 1952 die Elizabeth Blackwell Medal der American Medical Women's Association.
Sie war als erste Frau Fellow des College of Physicians in Philadelphia und Präsidentin der Obstetrical Society of Philadelphia (1943). 1936 wurde sie an der Spitze der American Medical Women's Association gewählt.
Ihr Spitzname war Dr. Kitty Mac. Sie galt als Frau von durchdringendem Intellekt, außerordentlich selbst- und pflichtbewusst und mit ihrer Meinung nicht hinter dem Berg haltend. Den Entschluss, Medizin zu studieren führte sie auf den Einfluss ihrer Mutter zurück, deren einziges Kind sie war und mit der sie zusammenlebte, bis diese 1957 im Alter von 101 Jahren starb.